# Rothari
Rothari, död 652, var kung av det langobardiska riket mellan 636 och 652. 